# 177065 Samuelnoah
177065 Samuelnoah è un asteroide della fascia principale. Scoperto nel 2003, presenta un'orbita caratterizzata da un semiasse maggiore pari a 3,0363762 au e da un'eccentricità di 0,0298846, inclinata di 5,46842° rispetto all'eclittica.